# María Izquierdo (actriz)
María Izquierdo Huneeus (Santiago de Chile, 15 de diciembre de 1960) es una actriz de teatro, cine y televisión, guionista y directora de teatro. Aunque su carrera se ha centrado la creación experimental, también ha aparecido en diversas obras de teatro, telenovelas y películas populares y de éxito comercial como La negra Ester, Playa Salvaje, Cerro Alegre, El desquite, La fiebre del loco, Sexo con amor, Geografía del deseo, Gatas y tuercas y Matar a todos.
Izquierdo es considerada por la lista 10 de Chile Elige como la cuarta mayor intérprete femenina de todos los tiempos. Sus interpretaciones la han hecho acreedora de múltiples premios, entre ellos cinco Premio APES y dos Premio Altazor de las Artes Nacionales, y diversas distinciones en festivales internacionales de cine.

## Biografía
Nació el 15 de diciembre de 1960 en Santiago. Hija de Luis Izquierdo Fernández-Concha (n. 1928-f. 1992); médico dedicado a la investigación científica, y de Teresa Huneeus Cox (n. 1931-f. 2017); psicóloga.
Por su lado paterno, es sobrina nieta de Juan Pablo Izquierdo; director de orquesta. Mientras que, por su lado materno, es sobrina de Pablo Huneeus Cox; escritor, nieta de Virginia Cox Balmaceda; escritora, sobrina nieta de Marcela Paz; escritora, bisnieta de Francisco Huneeus Gana; diputado y senador de la República de Chile durante las décadas de 1910 y 1920, y tataranieta de Jorge Huneeus Zegers y tatataranieta de Isidora Zegers.
Cursó sus estudios básicos y secundarios en el Colegio La Girouette en Las Condes, y posteriormente, ingresó a la Escuela de teatro de la Universidad de Chile, egresó en 1980 e hizo su debut profesional al año siguiente en la obra Berlín 1930, bajo la dirección de Eugenio Guzmán. Luego participó en La remolienda de Alejandro Sieveking, y en Alicia o las maravillas que vio en el país, creación colectiva dirigida por Andrés Pérez.
En 1983 se trasladó a Estados Unidos donde permaneció hasta el año siguiente trabajando en el American Repertory Theatre de Boston, y con Bread and Puppet Theatre en Vermont y Nueva York. 
De regreso a Chile participó en varios montajes: La comadre Lola, de Sieveking; La muerte de un vendedor viajero, de Arthur Miller; El último tren, de Gustavo Meza, con el teatro Imagen; Las tres hermanas, de Chéjov y Mala onda con el Teatro Nacional. 
En 1987 formó parte de la compañía de Teatro Callejero, con la que actuó en Todos estos años, dirigida por Andrés Pérez. Con este director trabajó también en la formación del Gran Circo Teatro al año siguiente y participó en La negra Ester.
El mismo año Izquierdo fue desvinculada por Televisión Nacional luego de sus declaraciones en el diario La Época, donde insistió en que al interior de la cadena existían listas negras contra artistas de izquierda. Después de aquello, viajó a Estados Unidos junto a su entonces esposo, el también actor Willy Semler, y radicaron allá.
Junto a su familia retornó a Chile a principios de la década de los 90, cuando la democracia volvió definitivamente al país. Su retorno a la televisión se produjo en 1992 participando en la teleserie de TVN Trampas y caretas como una francesa.
Ha participado en unas 30 telenovelas, entre las que destacan los clásicos La gran mentira (1982), Mi nombre es Lara (1987), Playa salvaje (1997), Cerro Alegre (1999), Gatas y tuercas (2005) y Cuenta conmigo (2009), así como otras series de géneros diversos como La Quintrala (1986), Los Cárcamo (1998), Geografía del deseo (2004) y Volver a mí (2010). 
En cine destacan sus interpretaciones en Imagen latente, Cielo ciego, El desquite, La fiebre del loco, Bienvenida realidad, Mujeres infieles y Sexo con amor.
Debutó como directora de escena en marzo de 2013 con la ópera Gloria del compositor Sebastián Errázuriz, con libreto de Felipe Ossandón.

## Filmografía

### Cine
| Películas | Películas                        | Películas           | Películas |
| Año       | Película                         | Rol                 |           |
| --------- | -------------------------------- | ------------------- | --------- |
| 1988      | Imagen latente                   | Aranzazú            |           |
| 1996      | Niño problema                    | Erika               |           |
| 1997      | Cielo ciego                      | Mujer               |           |
| 1997      | Historias de fútbol              | Manuela Seron       |           |
| 1998      | El hombre que imaginaba          | Filomena            |           |
| 1999      | El desquite                      | Doña Lucía          |           |
| 2000      | Coronación                       | Dora                |           |
| 2001      | La fiebre del loco               | Leila               |           |
| 2002      | Bienvenida realidad              | Josefina            |           |
| 2003      | Sexo con amor                    | Macarena "Maca"     |           |
| 2004      | Machuca                          |                     |           |
| 2004      | Mujeres infieles                 | Eva Soler           |           |
| 2004      | El Roto: Perjudícame cariño      | Clorinda            |           |
| 2006      | Fuga                             | Isidora Subercaseux |           |
| 2007      | Matar a todos                    | María Morris        |           |
| 2008      | Cordero de dios                  | Inés                |           |
| 2012      | Bahía azul                       | Laura               |           |
| 2012      | Las mujeres de Neruda            | Matilde Urrutia     |           |
| 2013      | El verano de los peces voladores | Teresa              |           |
| 2013      | Vacaciones en familia            | Marta Arteaga       |           |
| 2014      | Mamá ya crecí                    | Ana Cristina        |           |
| 2014      | Brillantes                       | Mildred             |           |
| 2014      | Romance policial                 | Madre de Florencia  |           |
| 2014      | Hijo de Trauco                   | Moira               |           |
| 2015      | Alma                             | María               |           |
| 2017      | La memoria de mi padre           | Ester               |           |
| 2021      | La mirada incendiada             | Mirta               |           |

## Televisión
| Año  | Título             | Personaje                 |                     | Ref.          |
| ---- | ------------------ | ------------------------- | ------------------- | ------------- |
| 1981 | La madrastra       | Marcela Solar             | Canal 13            |               |
| 1981 | Villa Los Aromos   | Karina del Río            | Televisión Nacional |               |
| 1982 | La gran mentira    | Marisa Fernández          | Televisión Nacional |               |
| 1984 | La torre 10        | Carolina Larraín          | Televisión Nacional |               |
| 1985 | Marta a las ocho   | Sofía Bernhardt           | Televisión Nacional |               |
| 1986 | La dama del balcón | Catalina Schöber          | Televisión Nacional |               |
| 1986 | La Villa           | Antonia Astorga           | Televisión Nacional |               |
| 1987 | Mi nombre es Lara  | Sofía Ventura             | Televisión Nacional |               |
| 1992 | Trampas y caretas  | Michelle Benoit           | Televisión Nacional |               |
| 1993 | Jaque mate         | Raquel Hirschmann         | Televisión Nacional |               |
| 1994 | Rompecorazón       | María Elisa De Streeter   | Televisión Nacional |               |
| 1996 | Adrenalina         | Domitila Vilches          | Canal 13            | [ 11 ]        |
| 1997 | Playa Salvaje      | Eugenia ''Quena'' Negrete | Canal 13            | [ 12 ]        |
| 1998 | Marparaíso         | Gilda Soto                | Canal 13            |               |
| 1999 | Cerro Alegre       | Raquel Thompson           | Canal 13            | [ 13 ] [ 14 ] |
| 2000 | Corazón Pirata     | Alicia Castro             | Canal 13            | [ 15 ]        |
| 2004 | 17                 | Paulina Olivares          | Televisión Nacional |               |
| 2004 | Tentación          | Valeria Domínguez         | Canal 13            |               |
| 2005 | Gatas y tuercas    | Ximena Urquiza            | Canal 13            | [ 16 ]        |
| 2006 | Charly Tango       | Mara Vidal                | Canal 13            |               |
| 2007 | Papi Ricky         | Blanca Esquivel           | Canal 13            | [ 17 ]        |
| 2008 | Don Amor           | Patricia Díaz             | Canal 13            |               |
| 2009 | Cuenta conmigo     | Josefina Alcántara        | Canal 13            | [ 18 ]        |
| 2011 | Témpano            | Loreto Alcázar            | Televisión Nacional | [ 19 ]        |

| Año       | Título                         | Personaje               | Canal               | Ref. |
| --------- | ------------------------------ | ----------------------- | ------------------- | ---- |
| 1987      | La Quintrala                   | Francisca               | Televisión Nacional |      |
| 1998-1999 | Los Cárcamo                    | Eugenia "Quena" Negrete | Canal 13            |      |
| 2004      | Bienvenida realidad            | Josefina                | Televisión Nacional |      |
| 2004      | Geografía del deseo            | Rosa Lara               | Televisión Nacional |      |
| 2006-2008 | Huaiquimán y Tolosa            | Leonora Cienfuegos      | Canal 13            |      |
| 2010      | Volver a mí                    | Rocío Riquelme          | Canal 13            |      |
| 2015      | Familia moderna                | Teresa ''Teté'' Larraín | Mega                |      |
| 2017      | 12 días: La muerte de Pinochet | Florencia               | Chilevisión         |      |

## Teatro
Como Actriz
- Berlín 1930
- Sabor a miel
- La Remolienda
- Las tres hermanas (Teatro UC)
- Cierra esa boca Conchita (Teatro UC)
- Alicia o las maravillas que vio en el país
- La negra Ester
- La comadre Lola
- La muerte de un vendedor viajero
- El último tren
- Mala onda
- El Derrumbe
- 2004: Provincia Kapital (Matucana 100)
- 2005: Cuerpo (Teatro Universidad Mayor)
- 2006: Madre (Teatro Universidad Mayor)
- 2012: Pulgarcito
- 2014: Amores de cantina
- 2015: Anticantata
- 2019: Historia de una gaviota y del gato que le enseñó a volar (Teatro UC)
- 2019: Tragicomedia del Ande (en Centro GAM)

Como Directora
- Los ojos rotos (estrenada en Teatro del Puente; con gira internacional)
- O’Higgins un hombre en pedazos (estrenada en Teatro UC)

- Gloria (estrenada en Centro GAM)
- Papelucho (estrenada en Teatro Municipal de Santiago).

## Premios y nominaciones

### Premios Apes
- Ganadora — Apes 1997 para la Mejor Actriz de Reparto de televisión por Playa Salvaje
- Nominada — Apes 2002 para la Mejor Actriz de teatro por El Derrumbe
- Ganadora — Apes 2004 para la Mejor Actriz de cine por Sexo con amor
- Nominada — Apes 2005 para la Mejor Actriz Principal de televisión por Gatas y tuercas
- Nominada — Apes 2006 para la Mejor Actriz de teatro por Madre

### Premios Altazor
- Nominada — Altazor 2000 para la Mejor Actriz de televisión por Cerro Alegre.
- Nominada — Altazor 2002 para la Mejor Actriz de cine por La fiebre del loco
- Nominada — Altazor 2002 para la Mejor Actriz de teatro por Los ojos rotos
- Ganadora — Altazor 2004 para la Mejor Actriz de cine por Sexo con amor.
- Ganadora — Altazor 2005 para la Mejor Actriz de televisión por Geografía del deseo.
- Nominada — Altazor 2005 para la Mejor Actriz de teatro por Provincia Kapital
- Nominada — Altazor 2011 para la Mejor Actriz de televisión por Volver a mí.
- Nominada — Altazor 2011 para el Mejor Guion de televisión por Volver a mí.

### Premios Pedro Sienna
- Ganadora — Premio Pedro Sienna para la Mejor Interpretación Secundaria Femenina por Matar a todos

### Premios TV Grama
- Nominada — Premio TV Grama 1999 por Cerro Alegre.

### Festival de Cine de Gramado
- Ganadora — Kikito de Oro 1998 a la Mejor Actriz de cine por Historias de fútbol

### Festival de Cine de Huelva
- Ganadora — Premio Especial de Jurado 2003 al mejor elenco de Sexo con amor

### Festival Internacional de Cine de Cartagena de Indias
Ganadora — Mejor actriz de reparto por Matar a todos

### Muestra de Cine Latinoamericano de Lleida
- Ganadora — Mejor actriz de reparto por Matar a todos

## Reconocimientos
- 2018 - Reconocimiento a la trayectoria por el Centro Cultural de Atacama.